# Warhammer 40,000: Dawn of War
Warhammer 40,000: Dawn of War – strategiczna gra czasu rzeczywistego stworzona przez firmę Relic Entertainment (znaną m.in. z serii strategii kosmicznych Homeworld) i wydana przez THQ w 2004 roku. W Polsce była dystrybuowana przez CD Projekt.
Gra oparta jest na licencji znanej figurkowej gry strategicznej – Warhammer 40,000, jednak nie jest ona wiernym odwzorowaniem reguł pierwowzoru; wykorzystuje jedynie uniwersum stworzone przez Games Workshop, a niektóre zasady rządzące mechaniką gry są wzorowane na tych z gry figurkowej.

## Świat gry
Fabuła gry ma miejsce w ponurym świecie przyszłości, gdzie siły Imperium rządzonego przez Imperatora – nieśmiertelną istotę, przywódcę ludzkości, czczonego jako boga – muszą codziennie stawać w szranki z wrogami Imperium – brutalnymi Orkami, tajemniczymi Eldarami i zdradzieckimi siłami Chaosu. Wojska Imperium to m.in. liczące miliardy żołnierzy oddziały Gwardii Imperialnej – zwykłych poborowych z tysięcy światów Imperium; Kosmiczni Marines – elita wojowników, która często jest jedyną siłą zdolną do powstrzymania wrogów. Sama gra toczy się na planecie Tartarus, zaatakowanej przez hordy orków. Do walki został wysłany kapitan Gabriel Angelos, wraz ze swymi oddziałami Kosmicznych Marines z zakonu Krwawych Kruków. Gracz poznaje dalsze losy żołnierzy w bitwie o planetę i prawdziwy powód ataku orków.
Kampania składa się z 11 misji. Dodatkowo zawiera jeszcze tryb gry wieloosobowej i ściśle na nim wzorowany jednoosobowy tryb potyczki. W potyczce na jednej z kilkunastu map można walczyć z komputerem.

## Mechanika gry
Sama rozgrywka wyróżnia się kilkoma oryginalnymi rozwiązaniami. Surowce w grze to tzw. „rekwizycja”, której szybkość zdobywania zależy od ilości zdobytych przez gracza punktów strategicznych (specjalnych struktur rozrzuconych po mapie), oraz energia. Energię produkuje się w generatorach. Kolejne rzadko spotykane rozwiązanie to podział piechoty na oddziały, przy jednoczesnym nazywaniu całych oddziałów jednostkami. Produkując np. Kosmicznych Marines, gracz dostaje czterech żołnierzy tworzących jeden oddział i dowodzi nimi jako całością. W każdej chwili można również dodać kolejnego żołnierza do oddziału (teleportuje się on prosto na pole bitwy) – aż do maksimum określonego przez twórców. Wojowników można uzbroić w broń ciężką, taką jak ciężkie boltery, miotacze ognia i karabiny plazmowe. Istnieje limit jednostek, ale w największych bitwach mogą brać udział dziesiątki żołnierzy.
Gra jest dynamiczna i wymusza na graczu agresywną strategię (bez punktów strategicznych nie ma surowców), pojedyncza bitwa zwykle trwa od dziesięciu do czterdziestu minut.
Gra odznacza się dużym zbalansowaniem sił czterech dość mocno różniących się ras, którymi można grać (Kosmiczni Marines, Chaos, orkowie i eldarowie).

## Grafika i dźwięk
Oprawa audiowizualna stoi na wysokim poziomie. Dawn of War korzysta z mocno zmodyfikowanej technologii Impossible Creatures. Jednostki mają dużo szczegółów i wyglądają niemal tak dokładnie jak figurkowe odpowiedniki, poruszają się naturalnie. Dzięki swobodnej kamerze 3D można obserwować starcia zarówno z góry, jak i z perspektywy żołnierza. Przy takich zbliżeniach gra wygląda szczególnie widowiskowo. Bitwom przygrywa muzyka symfoniczna wzbogacona o takie akcenty, jak trąby czy bębny, stworzona przez kompozytora Jeremy'ego Soule'a.

## Rasy
- Kosmiczni Marines
- Chaos Space Marines
- Eldarzy
- Orkowie

## Dodatki
- Winter Assault – dodaje nową armię (Gwardię Imperialną), nowe jednostki dla starych armii, nowe mapy do trybów gry wieloosobowej i potyczki, oraz dwie nowe kampanie.
- Dark Crusade – dodaje dwie nowe rasy: Dominium Tau oraz Nekronów. Pojawia się możliwość walki o planetę dowolną rasą.
- Soulstorm – dodaje rasy Mrocznych Eldarów oraz Sióstr Bitwy.

Tryb „Malarz Armii” pozwalaja stworzyć własne schematy kolorystyczne dla armii; możliwe jest dostosowanie wyglądu swojej armii do własnych upodobań. Do gry powstało wiele modów, wprowadzających wiele nowych ras niedostępnych w podstawowej wersji gry. Wielu graczy tworzy nowe mapy. Relic Entertainment udostępniło narzędzia przydatne przy tworzeniu modów oraz map.